# Baliesthoides guttipennis
Baliesthoides guttipennis là một loài bọ cánh cứng trong họ Cerambycidae.